# تیم ملی کبدی مردان هند
تیم ملی کبدی مردان هند نماینده هند در مسابقات بین‌المللی کبدی است. آنها تاکنون به جز بازی های آسیایی ۲۰۱۸ در تمام مسابقات بازی های آسیایی تاکنون نشان های طلا کسب کرده‌اند . تیم ملی کبدی زنان هند توانست در مسابقات قهرمانی آسیا در سال ۲۰۱۷ قهرمان آسیا شود و در دیدار پایانی با نتیجه ۲۲-۳۶ پاکستان را شکست دهد.